# Bruno aspetta in macchina
Bruno aspetta in macchina è un film del 1996 diretto da Duccio Camerini.

## Trama
Dopo l'ennesimo litigio con il suo fidanzato Riccardo, Margherita decide di traslocare in un appartamento periferico prestatole da un suo amico. Un giorno, trasportando un manichino, alcune persone scambieranno l'oggetto per un uomo vero e da questo malinteso nasceranno equivoci a catena.

## Accoglienza

### Critica
Il Dizionario Farinotti assegna al film un giudizio di tre stelle su cinque.